# Вер (Масачусетс)
Вер (енгл. Ware) насељено је место без административног статуса у америчкој савезној држави Масачусетс.

## Демографија
По попису из 2010. године број становника је 6.170, што је 4 (-0,1%) становника мање него 2000. године.
| Група             | 2000.         | 2010.         |
| Белци             | 5.824 (94,3%) | 5.572 (90,3%) |
| Афроамериканци    | 45 (0,7%)     | 80 (1,3%)     |
| Азијати           | 50 (0,8%)     | 39 (0,6%)     |
| Хиспаноамериканци | 169 (2,7%)    | 325 (5,3%)    |
| Укупно            | 6.174         | 6.170         |